# Velká Chmelištná
Velká Chmelištná (německy Gross-Chmelischen) je obec v okrese Rakovník ve Středočeském kraji. Žije zde 62 obyvatel.
Ve vzdálenosti 22 kilometrů východně leží město Rakovník, 45 kilometrů severozápadně město Podbořany, padesát kilometrů severně město Žatec a 62 kilometrů jižně město Hořovice.

## Historie
První písemná zmínka o vesnici pochází z roku 1352. Založena byla kolem roku 1039.
V obci Velká Chmelištná (německy Gross-Chmelischen, přísl. Hůrky, 307 obyvatel) byly v roce 1932 evidovány tyto živnosti a obchody: řezník, 2 hostince, obchod se smíšeným zbožím, rolník, kovář, krejčí, obuvník, Spar- und Darlehenskassenverein für die Gemeinde Gross-Chmelischen, trafika, kolář, tesařský mistr.

## Obyvatelstvo
Při sčítání lidu v roce 1921 zde žilo 286 obyvatel (z toho 134 mužů), z nichž bylo 41 Čechoslováků, 242 Němců a tři cizinci. Kromě patnácti evangelíků a jednoho člena nezjišťovaných církví byli římskými katolíky. Podle sčítání lidu z roku 1930 měla vesnice 242 obyvatel: devatenáct Čechoslováků, 222 Němců a jeden příslušník jiné národnosti. Až na čtyři židy a čtyři evangelíky se hlásili k římskokatolické církvi.
| Rok            | 1869 | 1880 | 1890 | 1900 | 1910 | 1921 | 1930 | 1950 | 1961 | 1970 | 1980 | 1991 | 2001 | 2011 | 2021 |
| -------------- | ---- | ---- | ---- | ---- | ---- | ---- | ---- | ---- | ---- | ---- | ---- | ---- | ---- | ---- | ---- |
| Počet obyvatel | 331  | 381  | 364  | 345  | 310  | 307  | 262  | 167  | 165  | 92   | 87   | 76   | 58   | 52   | 55   |
| Počet domů     | 53   | 60   | 58   | 61   | 61   | 62   | 65   | 64   | 45   | 36   | 32   | 41   | 41   | 43   | 44   |

## Obecní správa

### Územněsprávní začlenění
Dějiny územněsprávního začleňování zahrnují období od roku 1850 do současnosti. V chronologickém přehledu je uvedena územně administrativní příslušnost obce v roce, kdy ke změně došlo:
- 1850 země česká, kraj Cheb, politický okres Žatec, soudní okres Jesenice[10]
- 1855 země česká, kraj Žatec, soudní okres Jesenice
- 1868 země česká, politický okres Podbořany, soudní okres Jesenice
- 1939 Sudetenland, vládní obvod Karlovy Vary, politický okres Podbořany, soudní okres Jesenice[11]
- 1945 země česká, správní okres Podbořany, soudní okres Jesenice[12]
- 1949 Karlovarský kraj, okres Podbořany[13]
- 1960 Středočeský kraj, okres Rakovník
- k 1. lednu 1980 Středočeský kraj, okres Rakovník, obec Čistá[14]
- k 1. ledna 1993 Středočeský kraj, okres Rakovník[14]
- 2003 Středočeský kraj, obec s rozšířenou působností Rakovník

### Části obce
Obec Velká Chmelištná se skládá ze dvou částí v katastrálním území Velká Chmelištná:
- Velká Chmelištná
- Hůrky

### Obecní symboly
Znak a vlajka byly obci uděleny rozhodnutím předsedy Poslanecké sněmovny Parlamentu České republiky dne 5. října 2004.

## Doprava
Dopravní síť
- Pozemní komunikace – Do vesnice vede silnice III. třídy.
- Železnice – Železniční trať ani stanice na území obce nejsou.

Veřejná doprava 2011
- Autobusová doprava – V obci zastavovaly autobusové linky Čistá-Jesenice (v pracovních dnech 4 spoje) (dopravce Václav Lexa – LEXTRANS), Rakovník – Čistá, Kůzová (v pracovních dnech 2 spoje) (dopravce ANEXIA). O víkendech byla obec bez dopravní obsluhy.

## Pamětihodnosti
- Kostel svatého Bartoloměje na návsi

## Galerie

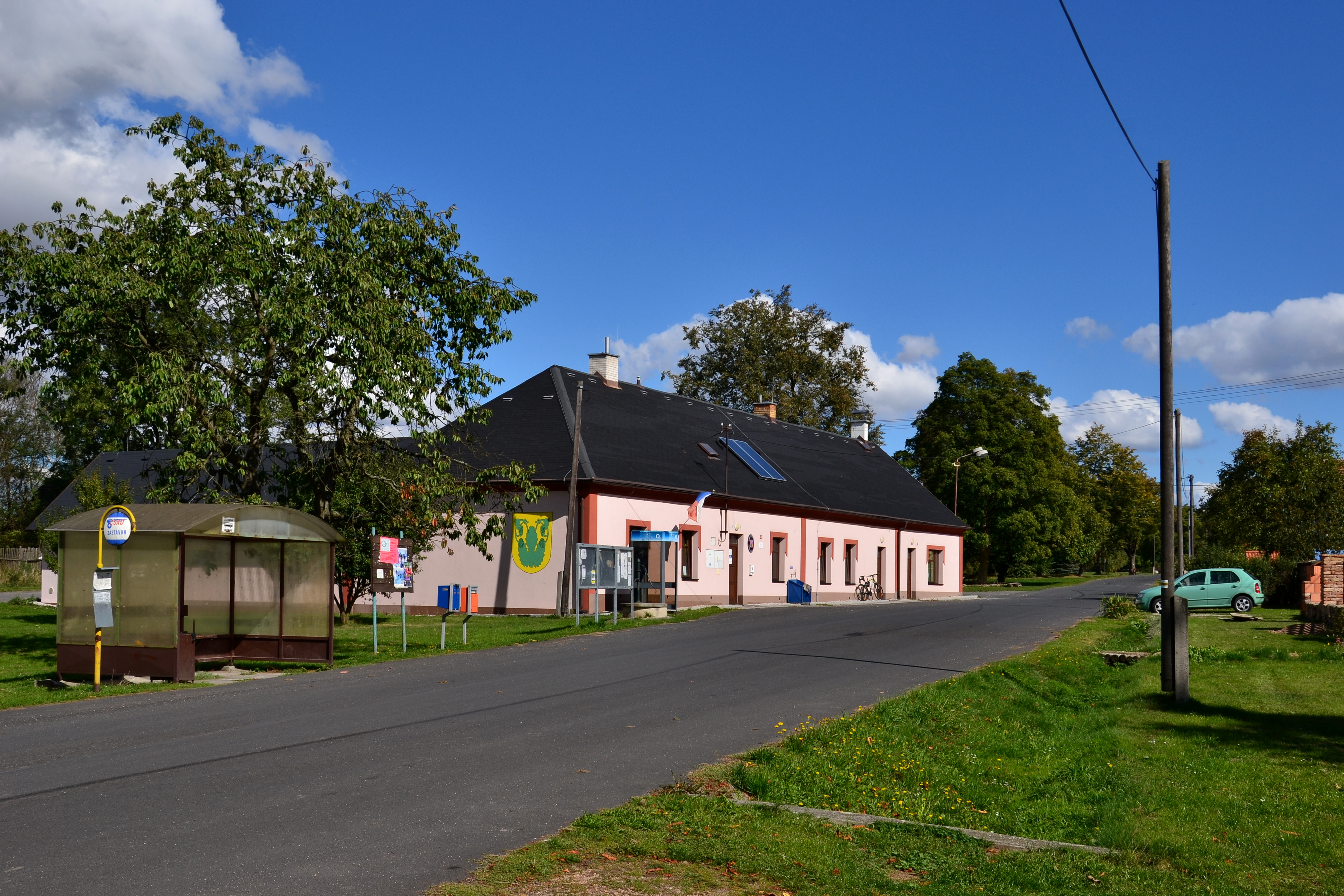
Obecní úřad
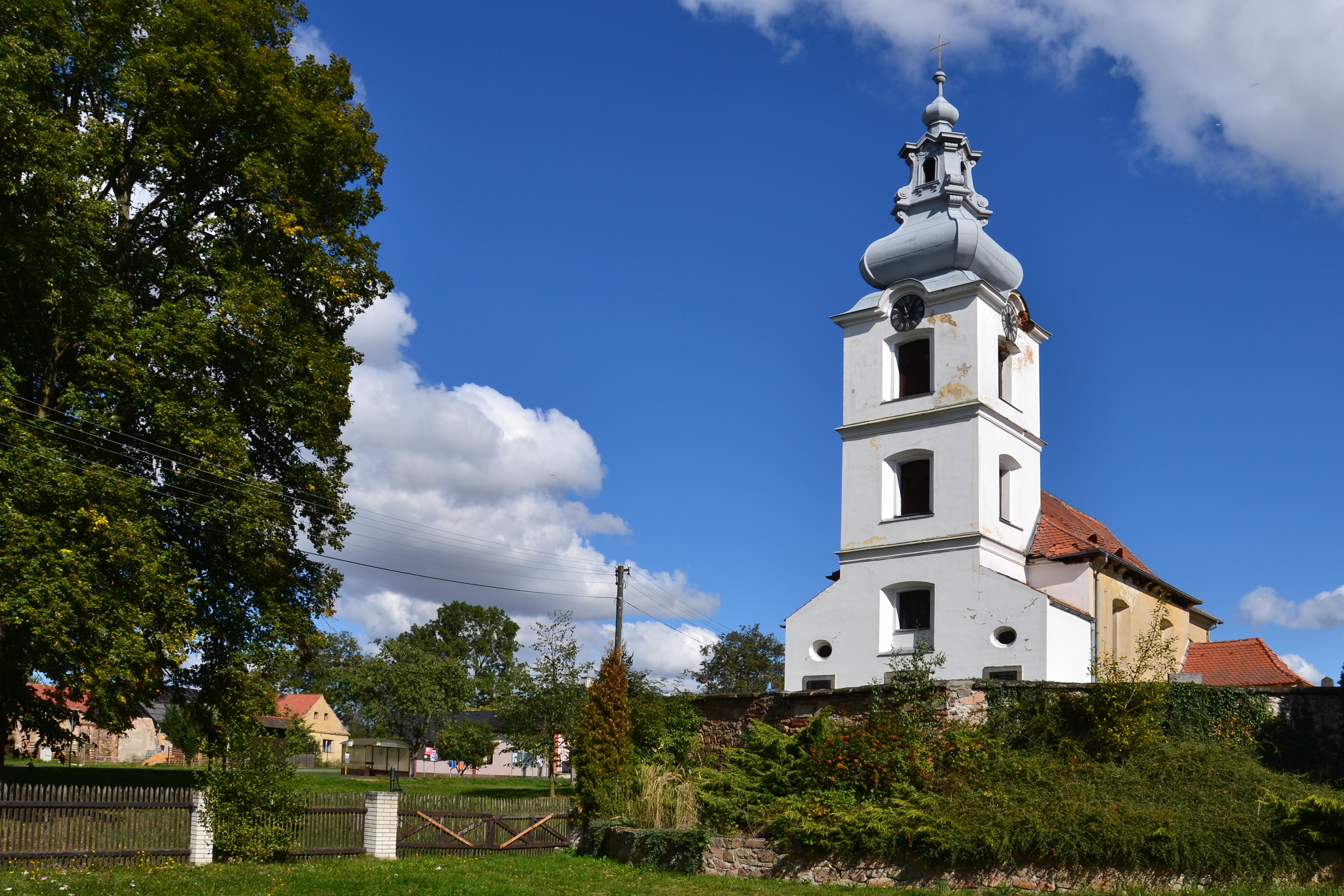
Kostel svatého Bartoloměje
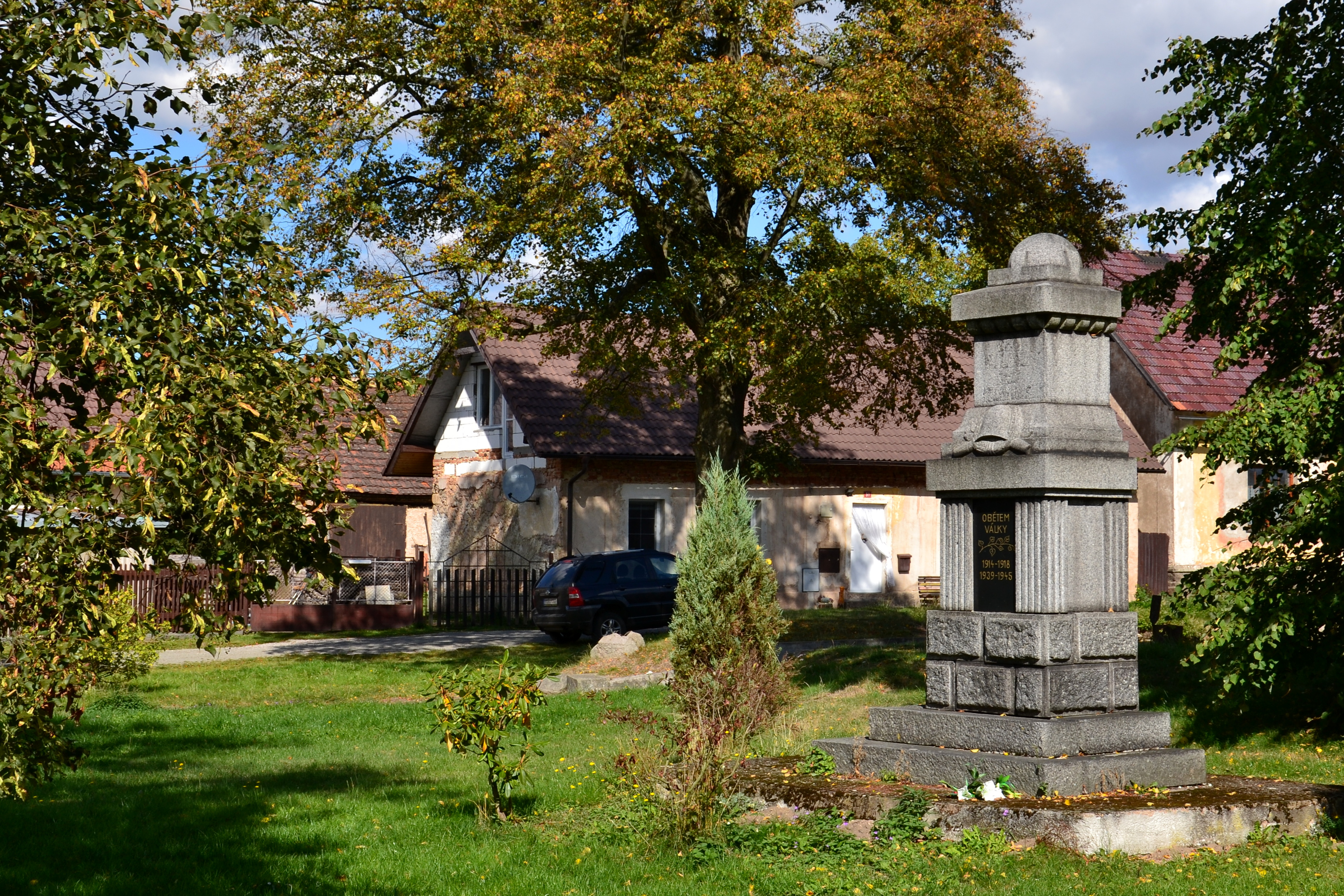
Pomník padlým ve světových válkách
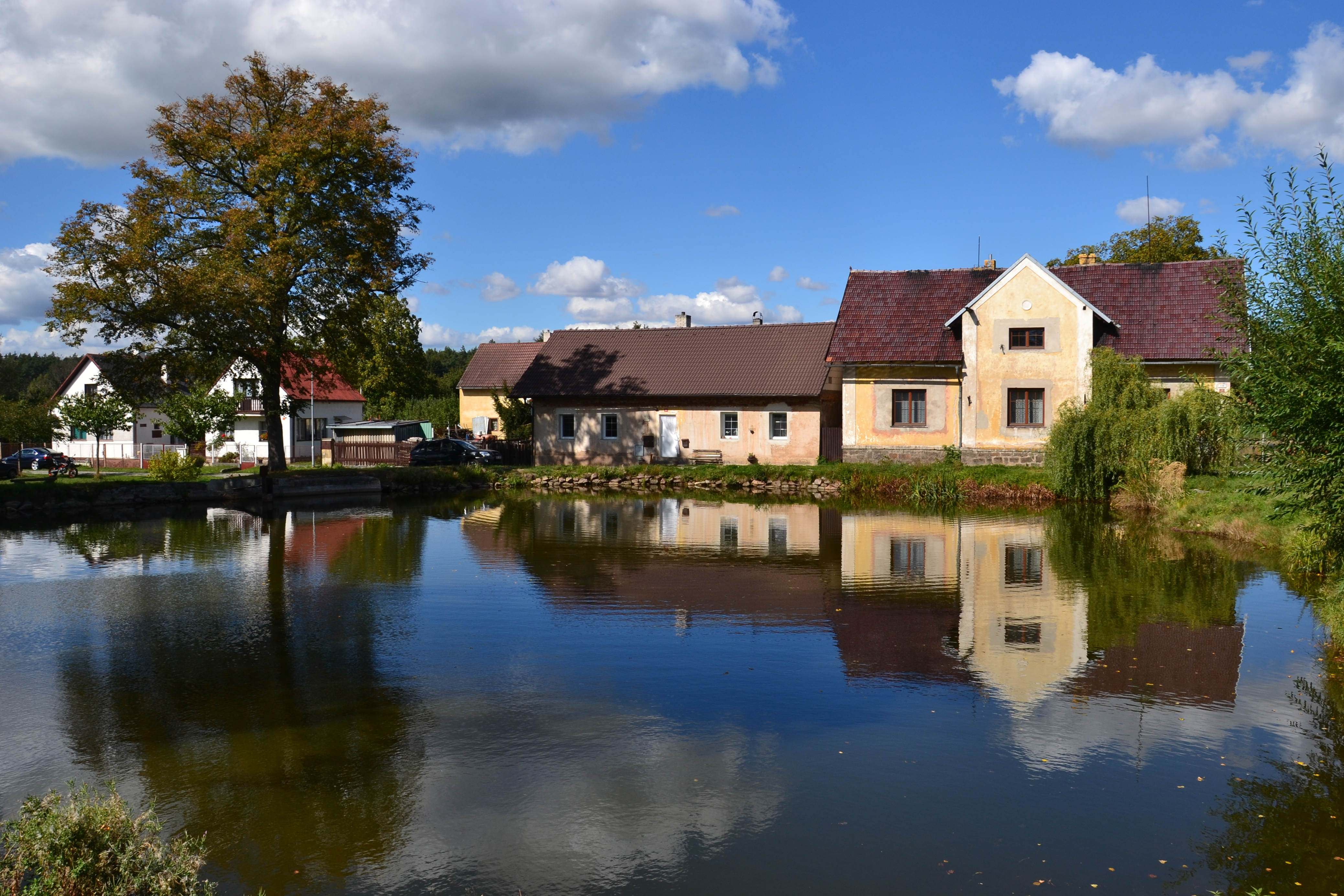
Jeden z návesních rybníků